# Tachina rufiventris
Tachina rufiventris är en tvåvingeart som beskrevs av Suster 1929. Tachina rufiventris ingår i släktet Tachina och familjen parasitflugor.
Artens utbredningsområde är Rumänien. Inga underarter finns listade i Catalogue of Life.